# 蛇蠍心
《蛇蠍心》（義大利語：Una lucertola con la pelle di donna）是一部1971年上映的鉛黃電影，由路西歐·弗爾茲執導，埃德蒙多·阿瑪蒂和羅貝爾·多夫曼製作，佛洛琳達·波坎、史丹利·碧加、吉恩·索雷爾和安妮黛·史琳柏主演。這部電影是意大利、西班牙和法國合拍的電影。
影片以倫敦為背景，講述了一位受人尊敬的政治家的女兒卡萝爾·哈蒙德（波坎飾）的故事，她经历了一系列生动而又迷幻的噩梦，满是放荡的性狂欢和迷幻藥。梦中，她對一位她羨慕的鄰居（史琳柏飾）進行了如真似幻的謀殺，醒來後發現鄰居在現實生活中也已死去。
這部電影在法國以《卡萝爾》（Carole）的名字上映，後來又以《精神分裂症》（Schizoid）的名字在美國重新上映。法國發行版最長，為101分鐘。

## 剧情
卡萝爾·哈蒙德（佛洛琳達·波坎飾）是一位富有的律師和政治家埃德蒙·布赖頓（李奧·真飾）的女兒。她的丈夫弗蘭克（吉恩·索雷爾飾）是布赖頓律師事務所的一名律師。他們和弗蘭克前一段婚姻所生的十幾歲的女兒瓊（艾利·加利亞尼飾）一起住在一間大公寓裡。卡萝尔一直在拜訪一位精神分析師，因為她做了一系列令人不安的夢，夢的主角是她頹廢的鄰居朱莉婭·杜雷尔（安妮黛·史琳柏飾）。朱莉婭頻繁的深夜派對既激怒了卡萝尔，又讓她興奮不已，讓她想起狂野的性和毒品狂歡的畫面。
在埃德蒙和弗蘭克的一次會面中，他們談論了最近的法庭案件，突然埃德蒙問弗蘭克他是否對卡萝爾不忠，弗蘭克否認了這一點。一位匿名女士打來電話，向埃德蒙聲稱她掌握了有關他家人的破壞性信息。但所有人都不知道，弗蘭克確實與他的私人秘書德博拉（希爾維亞·蒙蒂飾）有染，弗兰克下班後两人在德博拉的鄉間別墅幽會。

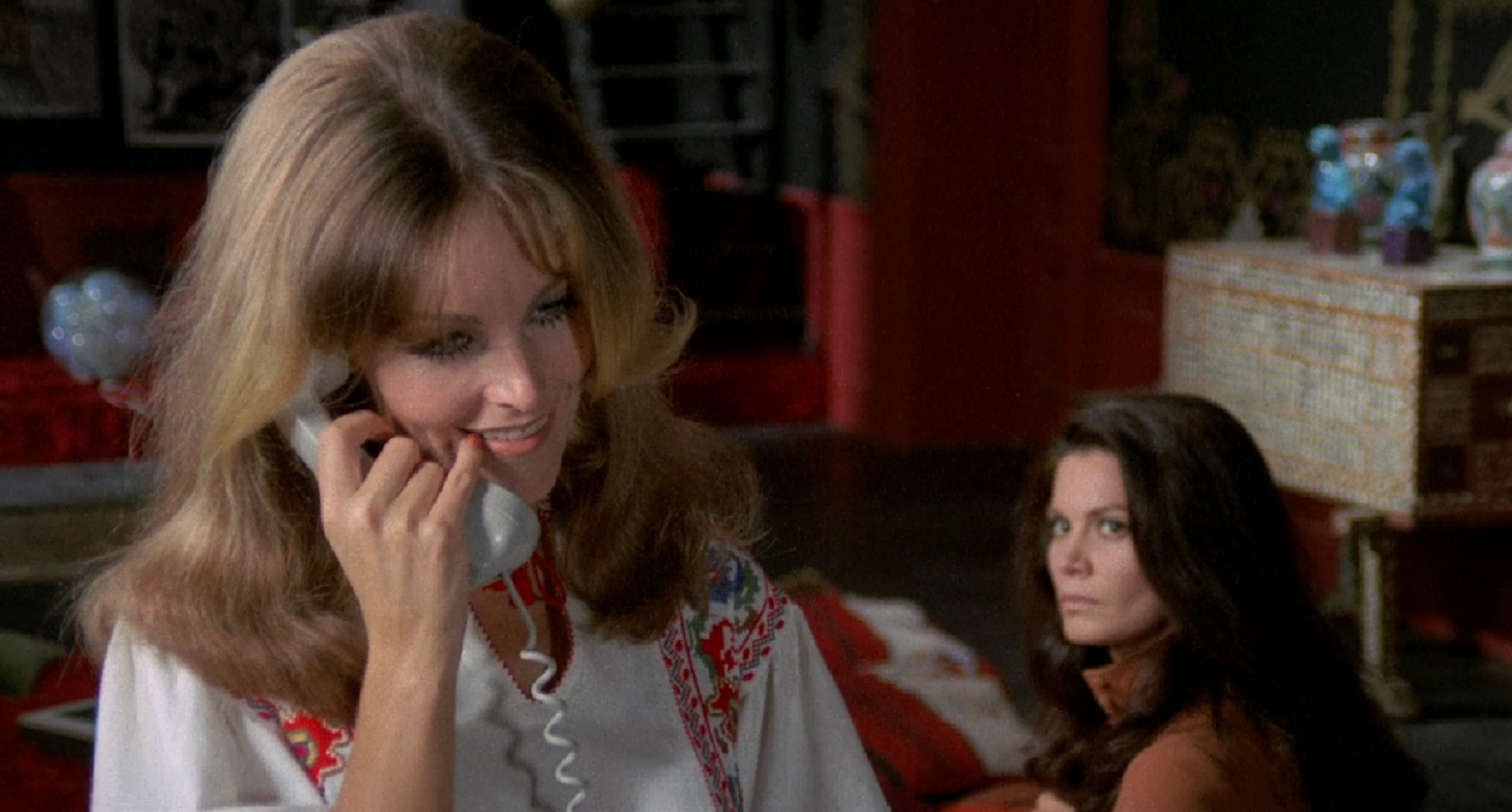
朱莉娅·杜雷尔和卡萝尔·哈蒙德

卡萝尔的夢境仍在繼續，看似夢境或幻覺的場景變得更加複雜。她向精神分析師讲述了她最近做的梦，有关兩個女人之間的女同性戀情结，最終卡萝尔残忍地刺死了誘人的朱莉婭。在夢境的神秘尾聲中，卡萝尔看到兩個穿著長袍的嬉皮士，他們顯然目睹了整個事情，但沒有介入。
第二天，有消息稱朱莉婭·杜雷尔確實被謀殺了。蘇格蘭場督察科尔万（史丹利·碧加飾）到來負責調查。屍體的房間和狀況與夢中的描述完全相同，屍體附近有一件丟棄的毛皮大衣。得知謀殺案後，卡萝爾堅持要看到犯罪現場，當她進入朱莉婭的公寓看到屍體時，她暈倒了。
科尔万排除了杜雷尔派對上一位精神錯亂的常客虛假的供詞後，將注意力集中在卡萝爾·哈蒙德身上。與此同時，卡萝爾在與繼女瓊一起購物時，看到了她夢中的兩個嬉皮士。两人跟隨他們來到一家廢棄的劇院，其他嬉皮士也在那裡閒逛。瓊問他們是否認識卡萝爾，或者以前見没见過她。这对嬉皮士男女聲稱他們沒有。隨著指向卡萝爾的證據越來越多，警方秘密獲取了她的指紋，发现與凶器上的指紋相符，卡萝爾很快被捕並被指控謀殺朱莉婭。然而，科尔万開始懷疑她是否就是兇手，因為她在謀殺真正發生之前向她的精神分析師詳細描述了這起謀殺案。難道有人讀了她写下的夢境日記，並根據她所描述的夢境场景模擬了這場殺戮，從而陷害她做出了她所幻想的事情？科尔万還想知道這兩個嬉皮士是誰，她聲稱他们目睹了她的犯罪行為，但沒有干预。
當卡萝爾在戒備森嚴的療養院等待審判時，她看到一名嬉皮士闖入院子裡追趕她。卡萝爾逃進大樓，為了躲起來，她進入了一個房間，裡面做着可怕的實驗：四隻活狗被立着夹住，無助地嗚咽，牠們的腹部被切開用手術夾固定，暴露出它們閃閃發光的內臟和仍在跳動的心臟。卡萝爾嚇得暈倒了。當她回過神來時，已經沒有那個威脅男人的踪跡了。療養院院長認為卡萝爾對闖入者和被開膛破肚的狗的胡言亂語一定是她精心策劃的又一幻覺。
與此同時，卡萝爾的父親對她的案子全力以赴，想出了一个引起警方注意的观点。埃德蒙·布赖頓發現弗蘭克與德博拉有染，朱莉婭·杜雷尔一直向他勒索錢財，以免曝光他的婚外情。布赖頓的論點足以讓卡萝爾獲得保釋，但弗蘭克仍然逍遥法外，拼命試圖證明自己的清白。
當卡萝爾在布赖頓的鄉村莊園放鬆時，女嬉皮士聯繫了卡萝爾，同意在倫敦北部的亞歷山德拉宮秘密见面。一到那裡，卡萝爾就在地窖裡遭到男嬉皮士的襲擊，並在大樓裡被追趕。跑到閣樓后，她又遇到了一群蝙蝠，忍不住叫出声，嬉皮士跑到屋頂追上她。卡萝爾被严重刺傷，好在被警察救下，嬉皮士仓皇逃跑。瓊仍打算与女嬉皮士會面，女嬉皮士詢問她繼母的健康狀況並同意見面，这时另一個轉移注意力的事情出現了。第二天，瓊被發現陈尸田野，喉嚨被割斷。科尔万督察在卡萝爾父親的莊園與正在康復的卡萝爾會面，詢問嬉皮士男女的情況，以及朱莉婭·杜雷尔可能针对弗兰克策划的勒索。科尔万最終找到並逮捕了嬉皮士男女休伯特和珍妮，並將他們帶到犯罪現場，審問他們關於杜雷尔謀殺案的情況。儘管休伯特承認跟踪卡萝爾並謀殺了瓊，但他們堅稱自己是無辜的，聲稱除了記得一隻“披着女人皮膚的蜥蜴”外，不記得那天晚上的任何事情。然後，警方接到電話通知，布赖頓被發現自杀於他的莊園，並留下了一張承認謀殺朱莉婭·杜雷尔的字條，案件调查似乎就此结束。
幾天后，卡萝爾正在她父親的墳墓前，科尔万前來向她表示哀悼。科尔万問卡萝爾，之前谈起她父親從朱莉婭·杜雷尔那裡接到的電話時，卡萝爾说她知道這件事，他問她怎麼知道朱莉婭·杜雷尔在她被謀殺的前一天給布赖頓先生打電話，因為他從未告訴過任何人這件事。科尔万意識到自己太晚才发现这一纰漏，他推斷卡萝爾有罪，因為只有可能那天打電話時卡萝爾正和朱莉婭·杜勒在一起。事實證明，卡萝爾·哈蒙德確實殺死了朱莉婭·杜雷尔，因為她威脅要公開她們已經存在了幾個月的女同性戀關係。卡萝爾確實闖入朱莉婭的公寓並將她刺死，卻發現兩個嬉皮士看到了她，這讓她驚慌失措地離開了犯罪現場。卡萝爾確信這兩個嬉皮士會向警察告发她的情況。兇殘但理智的卡萝爾隨後立即在她的夢境日記中記錄了這一事件，因此通過將謀殺的細節與她尋求治療的反復出現的噩夢中的景象結合起來，她希望避免被判謀殺罪，并以暂时性精神错乱的罪名脱罪，梦境日记将在法庭上提供可信的人格分裂的证据。但卡萝爾並沒有意識到，這兩個嬉皮士都服用了迷幻藥，没有意識到那天晚上所見所聞的重要性。隨後，卡萝尔被科尔万督察从她父亲的坟墓旁带走，来到一辆等候着的警车前。